# Стиляги
Стиля́ги — молодіжна субкультура в СРСР, що набула поширення в великих радянських містах з кінця 1940-х до початку 1960-х років, що мала як еталон переважно американський спосіб життя. Термін «стиляги» для позначення радянських наслідувачів тедді-боям ввів сатиричний журнал «Крокодил» (Д. Г. Бєляєв, стаття «Стиляги» в 1949 році); один з напрямків, представники якого одягалися тільки в американські марки одягу і називали себе «штат», «штатники».